# Dasometría
La dasometría es la parte de la dasonomía (ciencia de los bosques) que se ocupa de la aplicación de métodos estadísticos para la búsqueda de soluciones a problemas asociados con la existencia, crecimiento y el manejo de bosques.
La dasometría se divide en cuatro partes :
1. La dendrometría : trata de la medida de las dimensiones del árbol como “ente individual”, del estudio de su forma y de la determinación de su volumen.
2. La estereometría de la masa (dasometría propiamente dicha, stereos = tres dimensiones, en griego): trata de las cuestiones relacionadas con las estimaciones métricas y el cálculo del volumen (cubicación) de la masa forestal, entendida esta como conjunto de árboles que conviven en un espacio común.
3. La epidometría: trata la técnicas de medición y las leyes que regulan el crecimiento y producción de los árboles y masas forestales.
4. El inventario forestal: se ocupa de describir la situación actual del bosque, como punto de partida para la planificación y la toma de decisiones.

En algunos países como en España, se considera la disciplina que se ocupa de las mediciones forestales, diferenciándola del inventario forestal, que se entiende como materia muy próxima a la dasometría, pero diferente.
En otros países, lo habitual es considerar, tanto la dasometría como el Inventario Forestal como una única materia de estudio, llamándola también "biometría forestal". Así los franceses e italianos utilizan el vocablo “dendrometrie” y “dendrometria” respectivamente para hacer referencia a la disciplina que engloba ambas materias. Los anglosajones “Forest Mensuration”  y los alemanes “Holzmesskunde”, utilizan la denominación de “Mediciones forestales” para denominar estas disciplinas en sus respectivos idiomas, al igual que los países de habla portuguesa, que la denominan "Mensura Forestal".

## Pies
Los pies arbóreos se clasifican en:
- Pies menores: son aquellos árboles cuyo diámetro normal está comprendido entre 2,5 cm y 7,5 cm con talla mayor de 1,30 m. Por debajo de estas dimensiones se considera regeneración.
- Pies mayores: son los árboles con mayor altura y diámetro a lo anteriormente mencionado.